# 巴金保
巴金保（1891年—1950年）又名富礼庭，字富兴。达斡尔族。黑龙江东布特哈正黄旗（今讷河市）达哈沁屯人。中国教育家。

## 生平
巴金保早年自黑龙江省满蒙师范学校肄业。后来，他任教于家乡的小学。在家乡，他获得东布特哈八旗筹办处总办兼青年教育促进会会长额勒春的赞助，从东布特哈八旗筹办处达斡尔族生计地的地租款内筹得资金，并捐出自己的薪水，为东、西布特哈的初等小学毕业生升入讷河县立第一高等小学、讷河县立第三高等小学提供资助。1924年至1927年，他促成并主持选派13位达斡尔族学生入北京蒙藏学校学习，同时争取到公费留学的名额，选派达斡尔族学生留学日本东京的日本陆军士官学校。国民政府成立后，他在1930年选派17位达斡尔族学生和2位鄂温克族学生入南京中央政治学校蒙藏班学习。
1932年，巴金保出任满洲国兴安东省莫力达瓦旗旗长。同年，兴安东省公署成立后，他调任总务厅长兼布特哈同乡协助会会长。
1933年，他和德古来、志达图、德树元、金耀洲、莫就愚、乔树仁等人发起，在扎兰屯成立“兴安东省蒙旗协助会”，邀集达斡尔族公职人员参加该会，入会者须自每月薪水中提取一定比例捐作基金，用以资助在中国沈阳、齐齐哈尔、哈尔滨、吉林等地4所大专院校学习以及留学日本的达斡尔族学生，接受该基金资助的达斡尔族学生前后共约180人。他还用该基金资助郭道甫主办的东北蒙旗师范学校。此外，他还补助了达斡尔族28座民族小学的3500名学生。
1950年，巴金保逝世。